# ورزش دلپذیر مردان؟
ورزش دلپذیر مردان؟ (انگلیسی: Man's Favorite Sport?) فیلمی در ژانر کمدی رمانتیک به کارگردانی هاوارد هاکس است که در سال ۱۹۶۴ منتشر شد.

## بازیگران
- راک هادسن
- پائولا پرنتیس
- ماریا پرشی
- نورمن آلدن
- جان مک‌گیور
- شارلین هالت
- راسکو کارنز
- فارست لوئیس
- رجیس تومی
- جیمز وسترفیلد
- پال لنگتون
- ادی ویلیامز